# Октант
Окта́нт (лат. octāns, род. відм. octantis — «одна восьма») — одне з восьми ділень.

## Октант на площині

Восьмипроменева роза вітрів

Октант — одна з 8 частин двовимірної евклідової системи координат.
Традиційно напрямок вітру подається як один з 8 октантів (N, NE, E, SE, S, SW, W, NW) через більшу точність в порівнянні з 4 чвертей, і флюгер неспроможний дати точніший напрямок.

## Октант в тривимірному просторі
octant — одне з восьми ділень евклідової тривимірної системи координат визначений знаками координат. Він схожий на двовимірну чверть і одновимірний промінь.
N-вимірним узагальненням є ортант.
Зазвичай, октант з додатніми координатами зустрічається під назвою перший октант. Для інших сімох октантів немає загальновідомих домовленостей з іменування.
- перший октант (+, +, +)
- верхній-задній-правий (−, +, +)
- верхній-задній-лівий (−, −, +)
- верхній-передній-лівий (+, −, +)
- нижній-передній-лівий (+, −, −)
- нижній-задній-лівий (−, −, −)
- нижній-задній-правий (−, +, −)
- нижній-передній-правий (+, +, −)